# 35-mm-Film

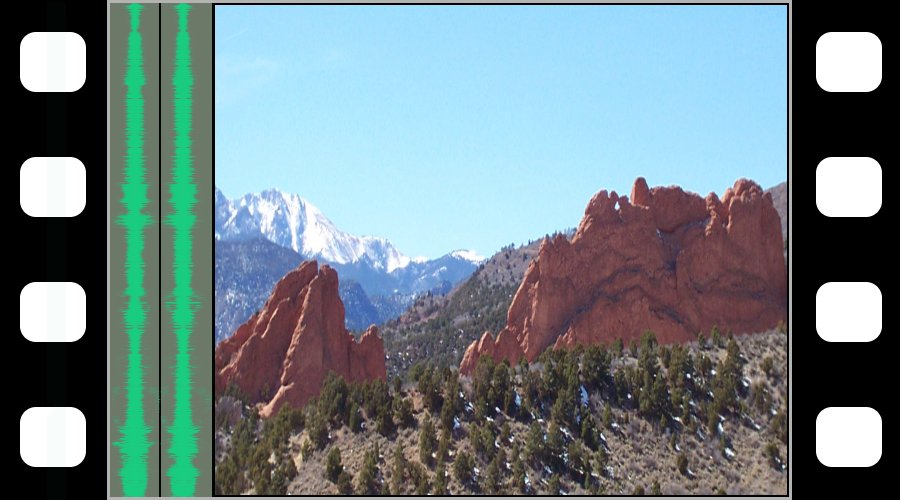
35-mm-Kino-Film, anamorphotisches Positiv mit Lichtton

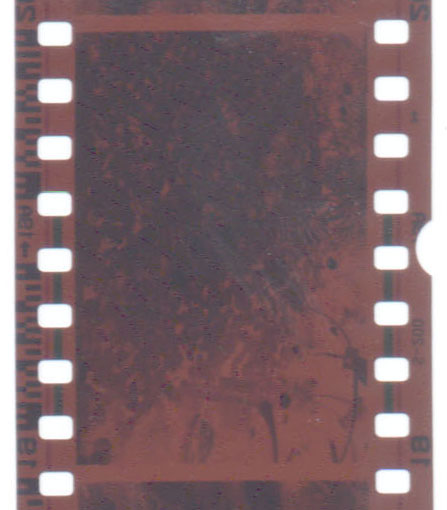
Farb-Negativ-KB-Film mit Labor-Kerbe

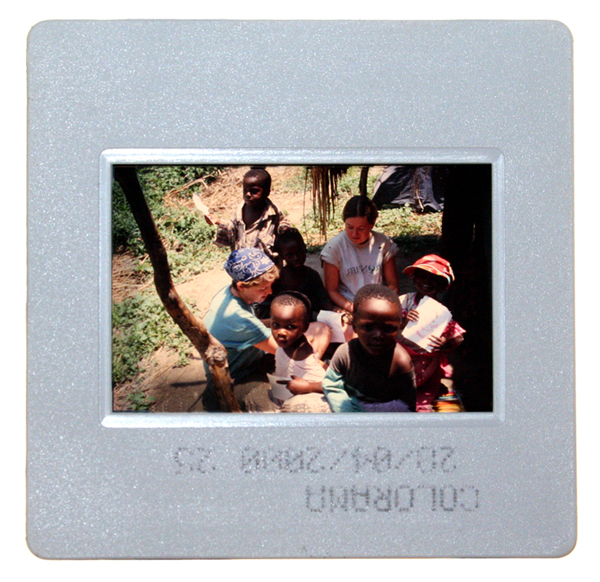
KB-Umkehrfilm, gerahmtes Dia

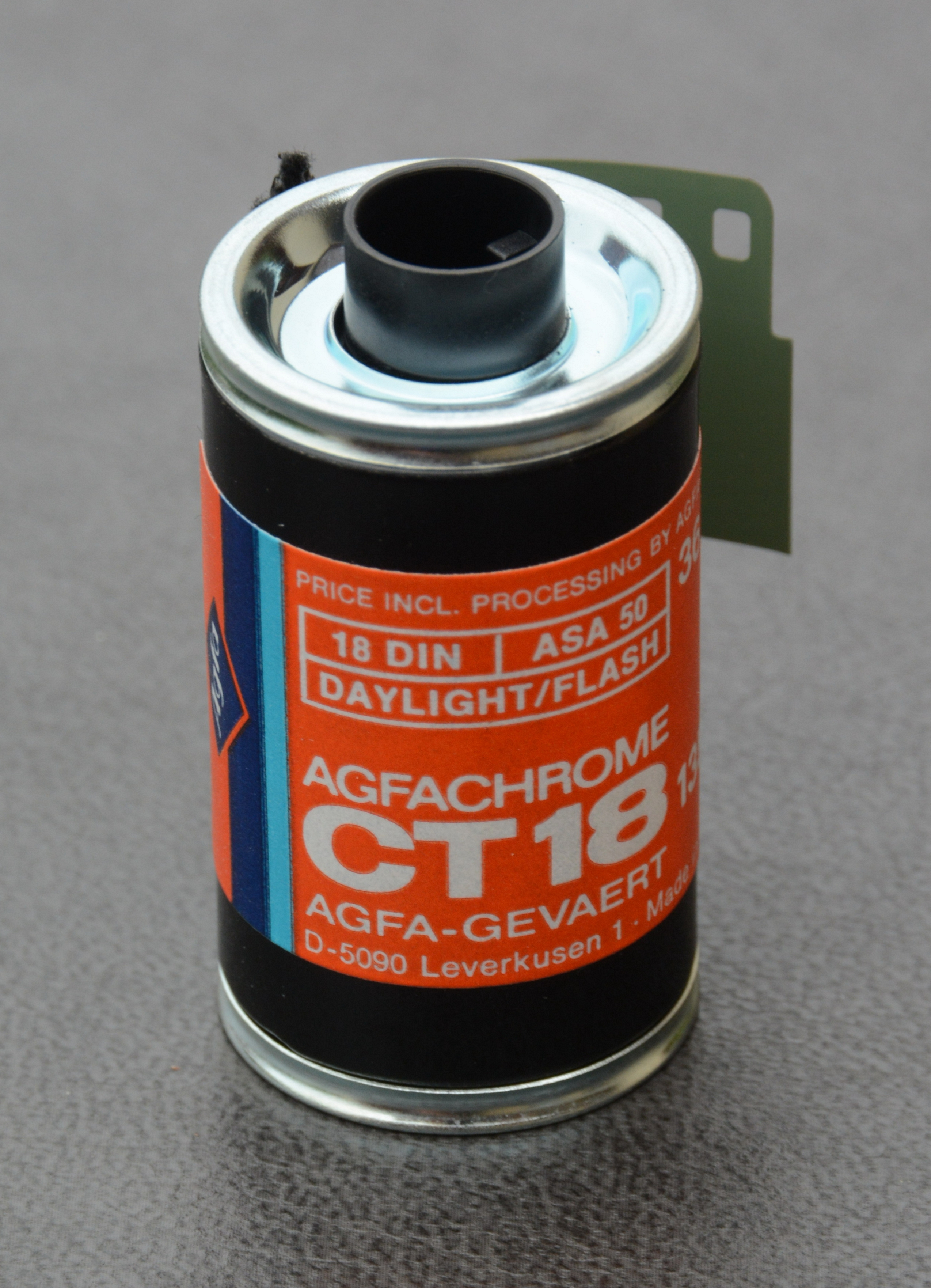
Kleinbildfilm in Filmpatrone

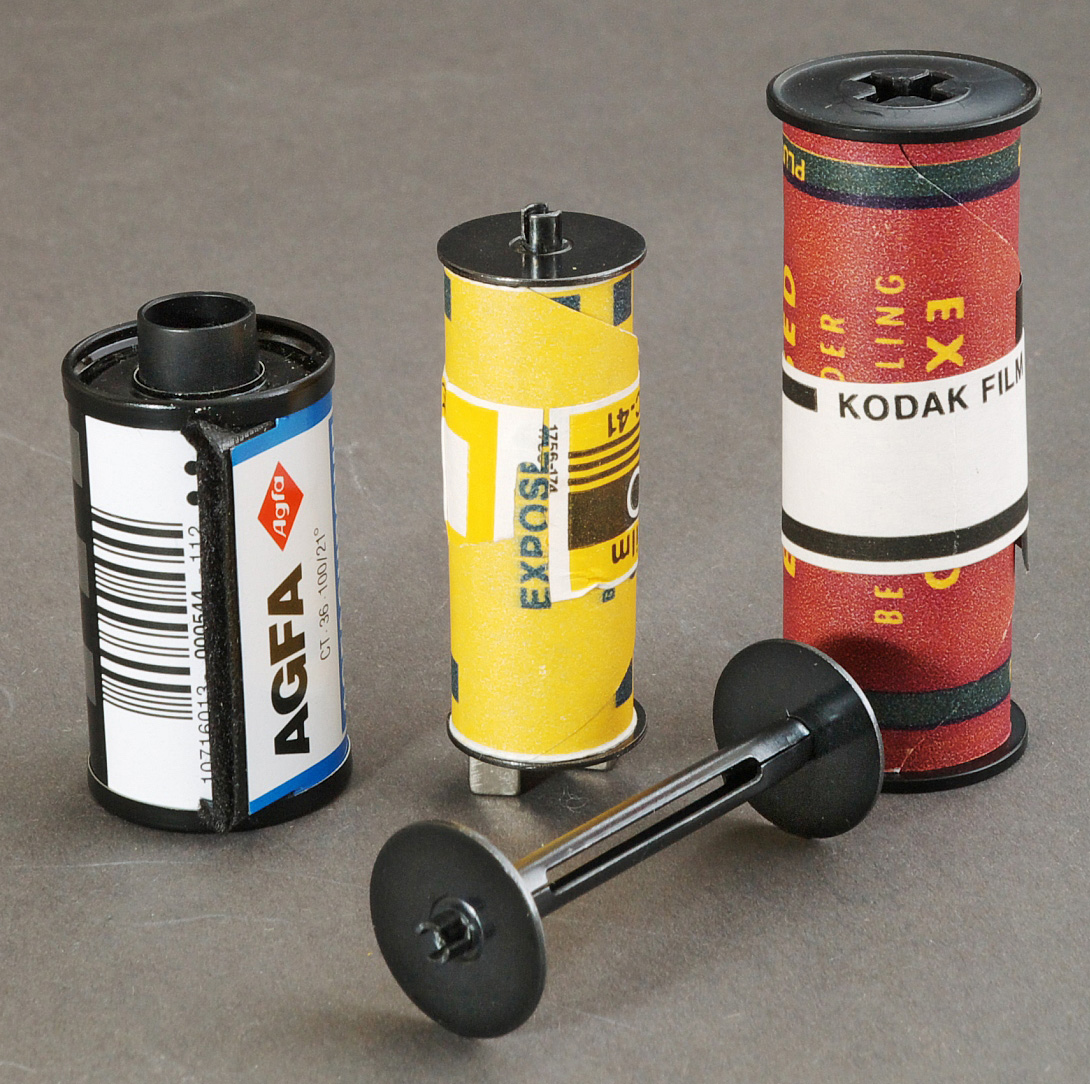
Kleinbildpatrone und Rollfilme im Vergleich

35-mm-Film (auch Normalfilm) ist ein Filmformat, bei dem der Filmstreifen 35 mm breit ist. Er wurde ursprünglich für die Aufzeichnung von Bewegtbildern (Kinofilme) entwickelt, erst später wurde er auch in der Stehbildfotografie als Kleinbildfilm (KB-Film, 135er) verwendet. In beiden Bereichen wurde er zum meistgenutzten Filmformat.
Seit Ende des 20. Jahrhunderts wurde die Technik photochemischer Filme sowohl in der Stehbildfotografie als auch bei Kinofilmen weitgehend durch digitale Produktionsmethoden verdrängt. Vom Kleinbild-Filmformat lebt jedoch bei Digitalkameras das Bildformat 24 mm × 36 mm in den Abmessungen der Vollformatsensoren weiter.

## Aufbau
Ähnlich wie beim Rollfilm wird der Filmstreifen auf einer Kunststoff- (früher Metall-) Spule aufgewickelt, dann allerdings in einer lichtdichten Blechpatrone verpackt. Bis in die 1950er-Jahre hinein war das Selbstkonfektionieren solcher Filmpatronen aus 35-mm-Meterware durchaus gebräuchlich. Die Filmpatrone wird direkt in die Kleinbildkamera eingelegt. Bei einfachen Kameras, und teilweise auch bei besseren bis in die 1980er-Jahre konnte dieses Einlegen – insbesondere das Einfädeln der aus der Patrone ragenden Filmzunge auf die Aufwickelspule – dem nichtprofessionellen Gelegenheitsfotografen ein nervenaufreibendes Maß an Geduld und Geschicklichkeit abverlangen. Im Jahre 1967 wurde das PL-System (Pentacon-Loading) bei Praktica-Kameras eingeführt. Als die Kleinbildkameras weitgehend mit motorischem Filmtransport ausgestattet wurden, erfolgte in der Regel auch das Einfädeln automatisch.
Separate wechselbare Filmmagazine, wie sie bei Mittelformatkameras üblich sind, gibt es nur in Ausnahmefällen. Einige Hersteller bieten jedoch für einige wenige professionelle Spiegelreflexkameras so genannte Langfilmmagazine mit einem Vorrat von 100 oder gar 250 Bildern an, die anstelle der normalen Kamerarückwand angesetzt werden.
Der Filmstreifen muss nach erfolgter Belichtung in die Patrone zurückgespult werden, damit er bei der Entnahme aus der Filmkammer nicht dem Umgebungslicht ausgesetzt wird; ein Filmwechsel zwischendurch ist zwar möglich, aber relativ aufwändig. Zum Rückspulen muss man einen oder mehrere Entsperrhebel (meist an der Gehäuseunterseite) betätigen, damit die für den Vortrieb üblicherweise verantwortliche Stachelwalze bis zur nächsten Belichtung (auf dem neuen Film) auskuppelt.
Beim Rückspulen verschwindet die Filmzunge üblicherweise und sicherheitshalber ganz in der Patrone, was eine erneute Verwendung bereits belichteter Filme verhindern soll, aber auch ein höheres Risiko für in die Patrone einfallendes Streulicht in sich birgt, da der Film das Patronenmaul nicht mehr so dicht verschließt. Aus diesem Grund werden KB-Patronen von allen Herstellern auch immer in einem zusätzlichen Döschen verkauft. Eine versehentlich eingezogene Filmzunge kann man mit einem Filmrückholer oder einer dementsprechend gebogenen Büroklammer wieder herausziehen.
Bei einigen Spiegelreflexkameras mit automatischem Filmtransport kann man oft im Rahmen von speziellen Benutzereinstellungen festlegen, ob nach der letzten Belichtung der Film automatisch zurückgespult werden oder ob der Vorgang auch bei Erreichen des Filmendes ausschließlich manuell durch Tastendruck ausgelöst werden soll. In diesem Kontext kann man meist auch definieren, ob die Filmzunge generell in die Patrone zurückgespult werden darf oder nicht, oder ob dies nur bei manuell ausgelöster Rückspulung geschehen soll. Ebenso lässt sich bei einigen Kameras auch die Rückspulgeschwindigkeit vorwählen (und teilweise noch während des Rückspulvorgangs anpassen); schneller Transport, wenn die Wiedereinsatzbereitschaft im Vordergrund steht, langsam, wenn das Geräusch (etwa in einer Kirche) nicht stören darf.
Einige moderne Kameras verfügen zudem über Vorrichtungen, die das Belichten eines Films durch versehentliches Öffnen der Rückwand verhindern. Einige Kompaktkameras lösen beim Versuch, die Rückwand zu öffnen, zunächst einen automatischen Rückspulvorgang aus. Andere Kameras verbergen den aufgewickelten Film unter einer Schutzklappe, so dass im günstigsten Falle bei einer Öffnung lediglich drei bis vier Bilder belichtet werden.
Auch wenn sich an diesem Grundprinzip nichts ändert, so bieten einige Hersteller in diesem Zusammenhang erwähnenswerte Sonderfunktionen an.
So wird bei einigen modernen Spiegelreflexkameras der Film direkt nach dem Einlegen auf das letzte Bild vorgespult und dann nach jeder Aufnahme schrittweise zurück in die Patrone gezogen. Der Vorteil ist, dass damit für die Kamera die Länge des Films bereits nach dem Einlegen exakt feststeht (und z. B. eine Restbildanzeige auch ohne DX-Code ermöglicht), dass alle bereits belichteten Aufnahmen in der Patrone sicher vor versehentlichem Öffnen der Rückwand sind und dass das unangenehme Rückspulgeräusch womöglich unerwartet während des Fotografierens entfällt.
Andere Kameras bieten eine sogenannte Mid-Reload-Funktion an, mit der man den Film jederzeit in die Patrone zurückspulen und beispielsweise nach einem erfolgten Filmwechsel genau auf die alte Bildposition zurückspulen kann – mit einer Positioniergenauigkeit von besser als einem Millimeter.
Auch bei der Verwendung von Langfilmmagazinen weicht das Prozedere teilweise vom normalen, oben skizzierten Vorgang ab, indem die Rückspulung des Films in der Regel entfällt. So wird der Film zum Beispiel direkt aus einer befüllten Spezialpatrone in eine identische Leerpatrone eingespult, die zwar grundsätzlich auch einzeln entnehmbar sind, aber für einen noch schnelleren Filmwechsel in einem speziellen Doppeleinsatz verbleiben können, den man während des Fotografierens einfach gegen einen vorbereiteten weiteren Doppeleinsatz austauscht.

## Konfektionierung

### Patronen mit Rückspulung

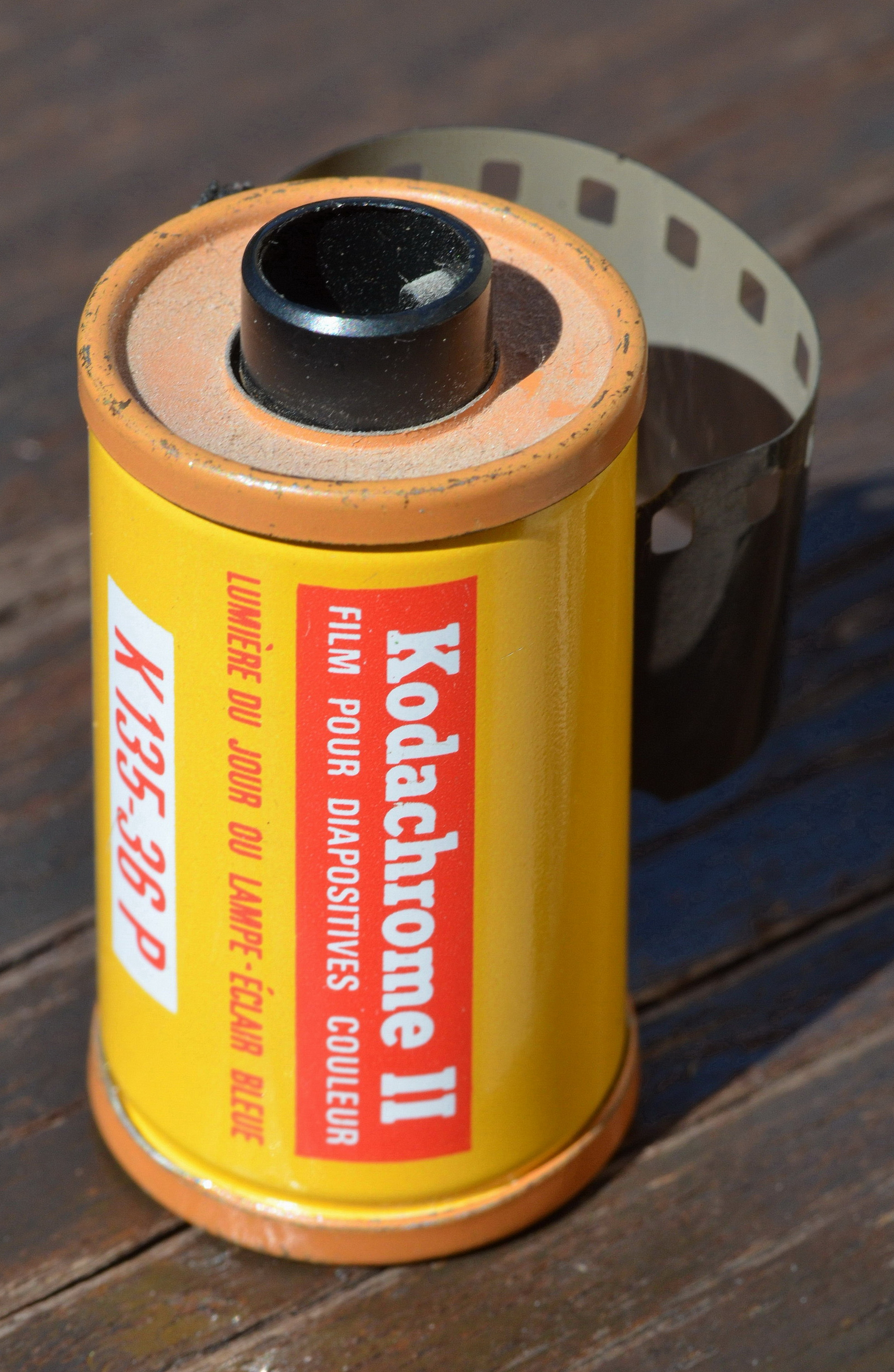
Kodachrome-II-Film für Farbdiapositive

Für Tageslichtaufnahmen ist KB-Film erhältlich als Schwarzweißfilm, Farbnegativfilm und Diapositivfilm. Daneben existieren für spezielle Anwendungen noch Kunstlichtfilm, der bei Kunstlicht mit niedrigerer Farbtemperatur eine farbrichtige Wiedergabe ermöglicht, sowie Infrarotfilm für die Infrarotfotografie, der für die infraroten Anteile des elektromagnetischen Spektrums sensibilisiert ist.
Handelsübliche Konfektionierungen sind unter anderem 12, 24 und 36 Bilder (ca. 1,6 m). Mit eigener Perforierung (unterschiedlich zu Kinofilm) und in Filmpatronen führte Kodak im Jahr 1934 die Bezeichnung 135 für den Filmtyp (ISO 1007) ein.
Einige Filme mit dünnerem Schichtträger (wie z. B. den Ilford HP5 oder den Kodak Technical Pan) gab es zeitweise auch mit 72 Bildern pro Patrone zu kaufen. Bei vielen Kameras können jedoch einige Bilder mehr aufgenommen werden, als auf dem Film angegeben ist, allerdings besteht dabei das Risiko, dass Fotos am Filmanfang durch Lichteinfall durch den Patronenschlitz unbrauchbar werden.
Außerdem besteht bei Filmen, die in Automaten entwickelt werden, die Gefahr, dass durch die Verbindungsklebung aufeinanderfolgender Filme das letzte Bild unbrauchbar wird. Dieser Effekt tritt bei besonders kompakt gebauten Kameras wie Rollei 35 oder Minox 35 verstärkt auf.
Eine weitere Fehlermöglichkeit besteht darin, dass bei zu kraftvollem händischen Aufzug am Ende des Films die Transportzähne durchrutschen oder die Perforierung durchgerissen wird und, wenn das nicht bemerkt wird oder das Weiterfotografieren nicht unterlassen wird, daraufhin eine weitere Belichtung überlappend mit der korrekt erfolgten vorletzten erfolgt, was diese naturgemäß beschädigt.

### Kinefilm
Ein Kinefilm ist fotografischer Film für bewegte Bilder (Laufbilder), weiterentwickelt vom Rollfilm und mit Perforation versehen. Von den Anfängen bis in die frühen 1950er-Jahre handelte es sich meistens um feuergefährliches Nitrozellulosematerial, danach zunehmend um Sicherheitsfilm aus Celluloseacetat und heute mehr und mehr um Sicherheitsfilm auf dem Polyester PETP.

### Meterware

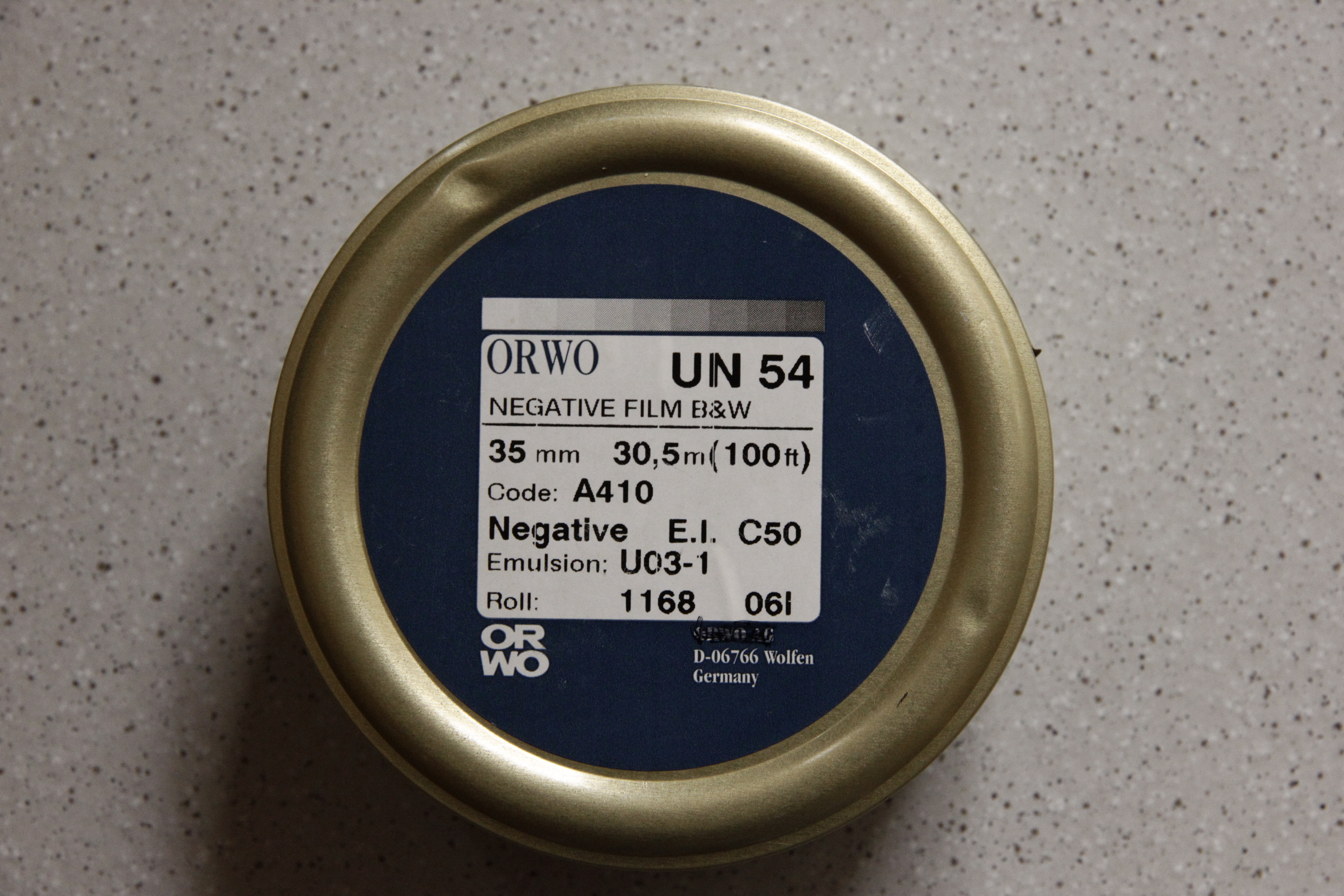
Kleinbild-Meterware ORWO UN 54 (2016)

Als Sonderform ist Kleinbildfilm als Meterware (z. B. mit 17 oder 30,5 Metern) erhältlich, die selbst konfektioniert (in die Filmpatrone eingespult) werden kann, zum Beispiel für
- Überwachungskameras,
- Spiegelreflexkameras mit speziellen Langfilmmagazinen oder
- zur Selbstkonfektion in übliche Filmpatronen für Fotografen, die viel fotografieren und Geld sparen möchten.

### Agfa Rapid/SL-System
Agfa Rapid war ein System auf normalem Kleinbildfilm in einer speziellen Kassette, die mit der üblichen Kleinbildfilm-Patrone nicht kompatibel war. Dabei wurde der Film in der Kamera von der einen Filmpatrone in die andere geschoben, die Patronen hatten keinen Spulenkern, der Film wurde durch Metallfedern von außen eingerollt (Länge für 12 Bilder 24 × 24 mm).
Auch beim in der DDR entwickelten SL-System (Schnellladesystem) wurde der Film von der einen Filmpatrone innerhalb der Kamera in eine zweite Patrone geschoben. Rückspulen war nicht erforderlich. Für das SL-System gab es spezielle Kameras. Das SL-System ist seit dem Ende der DDR nicht mehr erhältlich.
Wie das Agfa-Rapid-System basiert auch das SL-System auf dem Agfa-Karat-System der Vorkriegszeit. Die drei Formate sind technisch weitgehend identisch und in vielen Kameras womöglich sogar austauschbar. Sie basieren wiederum auf dem Ansco-Memo-Patronensystem.

## Aufnahmeformat

### Kino-Filmformat

Vergleich verschiedener 35-mm-Kino-Formate

Beim ursprünglichen Einsatz für Kinofilme wurde die Filmrolle „quer“ belichtet. Die Materialbreite von 35 mm kann nicht ganz genutzt werden, da durch die beidseitigen Perforationen jeweils rund 4 mm nicht verwendbar sind. Hinzu kommt ein 1/10 Zoll (2,54 mm) breiter Streifen für die Tonspur. Es verbleiben etwa 24 mm für die Aufzeichnung des Bildes, gängige Aufnahmeformate für Filme waren daher zum Beispiel 22 mm × 18 mm, 22 mm × 16 mm oder 23,66 mm × 17,78 mm.

### Foto-Filmformat
Das typische Aufnahmeformat (Bildformat) für unbewegte Bilder auf Kleinbildfilm ist hingegen 24 mm × 36 mm, es gibt jedoch auch einige Sonderformen:
- Halbformatkameras verwenden 35-mm-Film im Format 18 mm × 24 mm; dieses Format entspricht dem ursprünglich verwendeten 35-mm-Kinofilm (Bildanzahl: 24, 48 oder 72);
- die Revue Auto-Reflex, gebaut von Konica für das Versandhaus Quelle, war zwischen Halbformat und normalem Kleinbildformat umschaltbar;
- viele Kameras von Robot sowie die von Zeiss Ikon gebaute Tenax I belichteten den Film quadratisch in 24 mm × 24 mm;
- Panoramakameras verwenden 35-mm-Film beispielsweise mit dem Format 24 mm × 56 mm, oder 24 mm × 58 mm (Kamera HORIZON 202), oder 24 mm × 65 mm (beispielsweise Hasselblad XPan, oder „NOBLEX 135“);
- einige russische/ukrainische Kleinbild-Spiegelreflexkameras benutzen ein geringfügig größeres Filmformat, wahrscheinlich mit 25 mm × 36 mm (was sich z. B. in der Existenz des Peleng Zirkular-Fisheyes widerspiegelt, das einen etwas größeren Bildkreis ausleuchtet);
- Stereokameras, die zwei Bilder mit leicht unterschiedlicher Perspektive auf einmal aufnehmen, verwenden teilweise andere Formate wie 24 mm × 28 mm, 24 mm × 30 mm oder 24 mm × 24 mm auf Kleinbildfilm.

## Geschichte und Entwicklung
Der 35 mm breite, für den Filmtransport mit einer doppelseitigen Perforation versehene Filmstreifen wurde 1893 von William Dickson eingeführt. Seither ist es das meistbenutzte Filmformat für Kinofilme.
Anfang des 20. Jahrhunderts gab es verschiedene Versuche, Fotokameras für die Verwendung des perforierten Kinofilms mit 35 mm Breite zu konstruieren. Oskar Barnack entwickelte dann 1913 für Leitz den ersten Prototyp eines solchen Fotoapparates, („Ur-Leica“). Der ursprüngliche Zweck des Apparates war, am Filmset kurze Filmstreifen desselben Rohfilms in eine sogenannte „Kleinbildpatrone“ zu wickeln und unabhängig von der großen Filmkamera zu belichten, um die Ausleuchtung einer Szene, die am nächsten Tag gedreht werden sollte, zusammen mit dem Material des abgedrehten Tages im Kopierwerk entwickeln und damit vor dem Dreh überprüfen zu können. Darüber hinaus waren nun auch Standfotos auf die gleiche Weise herzustellen.
Das Kleinbildformat von 24 mm × 36 mm ergab sich damals aus der Verdopplung des Stummfilm-Kinoformats (18 mm × 24 mm) durch das „Querlegen“ des Films: In einer Filmkamera läuft der Film vertikal am Bildfenster vorbei, die Perforation befindet sich also links und rechts; in einer Fotokamera erfolgt dagegen die Führung des Filmmaterials horizontal, die Perforation ist also oben und unten. Die Kleinbildfotografie etablierte sich vor allem auf dem Sektor der Reportagefotografie schnell. Sie erlaubte den Einsatz neuer stilistischer Mittel. Ein Pionier auf diesem Feld war der Fotograf Paul Wolff. Schnell trennte sich die Leica vom Filmset, mit diesem Format wurden Fotoapparate kompakt genug, um mühelos überallhin mitgenommen zu werden; bald folgten andere Hersteller. Die Reportagefotografie erhielt entscheidende Impulse aus der Kapazität von bis zu 36 Aufnahmen je Film.
Wie für Platten, Plan- oder Rollfilm im Format 6 cm × 9 cm bis hinunter zu × 4 cm gab es Klappkameras von Voigtländer und Agfa in den 1950er und 1960er Jahren auch für Kleinbildfilm. Sie waren besonders kompakt, waren jedoch umständlich zu bedienen und technisch anfällig (Klappmechanik, Undichtigkeit am Balgen, nicht exakt zu fixierende Objektivstandarte). 1960 kam die Tessina  aus Grenchen/Schweiz auf den Markt. Es galt zu dieser Zeit als die kleinste 35-mm-Kamera der Welt. Sie wurde nie ein Bestseller, war aber wegen ihrer Kompaktheit bei diversen Geheimdiensten beliebt. Mit der Minox 35 ab 1974 als  kleinster Kleinbildkamera der Welt wurde das Prinzip der Klappkamera, jedoch ohne Balgen, noch bis 2002 produziert.

## Trivia
Die Produktidee, einen Digitalsensor mit einer 135er Film-Patrone zu kombinieren, um so vorhandenes analoges Kleinbildfilm-Kameraequipment ohne Modifikation einfach zur Digitalfotografie weiter verwenden zu können, erregte 2011 große Aufmerksamkeit, war jedoch nur ein Aprilscherz einer deutschen Werbeagentur.